# رغل شاطئي
الرغل الشاطئي أو الرغل البحري (الاسم العلمي: Atriplex littoralis) هي نوع نباتي يتبع جنس الرغل من الفصيلة القطيفية.  

## الموئل والانتشار
موطنها بلاد الشام ومصر والمغرب العربي وبعض مناطق أوروبا وبعض مناطق القوقاز.